# 45 يوم (فلم)
45 يوم فيلم مصري من إنتاج عام 2007 ومن إخراج أحمد يسري وبطولة أحمد الفيشاوي وهشام سليم وغادة عبد الرازق وعزت أبو عوف 

## قصه الفيلم
يتهم أحمد (أحمد الفيشاوي) بقتل والدية ويودع أحد المصحات للكشف على قواه العقلية وعلى الطبيب (هشام سليم) تقديم تقريره إلى المحكمة في خلال 45 يوم ويلتزم أحمد بالصمت ولا يتجاوب مع الدكتور - ويحكم عليه بالإعدام - ولكن الحقيقة ان والده قتل والدتة لشكة في سلوكها ثم انتحر - وفضل أحمد الصمت حتى لا يشوه صورة والدته عند اخته - وفي نهاية الفيلم وبعد اعدام أحمد نفاجأ ان والدته بريئة من تهمة الخيانة وبذلك يكون تضحية أحمد بحياته بلا معنى
الفيلم متأثر جدًا بالسينما الأمريكية في كثير من المشاهد التي لا تعبر عن نمط الحياة للشخصية المصرية، مثل الفتاة في العجمى وحياة الطبيب النفسى.
الفيلم عامة يعتبر تغير عن النمط التقليدى للأفلام الحديثة ويفتح أفاق للتساؤل عن انعكاس التربية في حياة الفرد.

## الممثلون
- أحمد الفيشاوي: أحمد عز الدين
- عزت أبو عوف: عز الدين فهمي
- غادة عبد الرازق: سوزي
- هشام سليم: د.راهب الاسعد
- مريم حسن: نيهال
- نادية رفيق: جدة أحمد
- لانا سعيد: نيرمين
- صلاح شكري سرحان: سعد الأبيض
- شيرين الطحان: سلمي
- طلعت زين: مدير المصحة
- أحمد فؤاد سليم: العقيد مصطفي حمدي
- فاروق الفيشاوي: ضيف شرف
- آدم: كريم
- هشام عدلي: أحمد عز طفلا
- دينا عصام: نيهال طفلة
- خالد الباجوري: قاضي المحكمة

## روابط خارجية
- مقالات تستعمل روابط فنية بلا صلة مع ويكي بيانات